# Maurice Grevisse
« Grevisse » redirige ici. Pour l’ouvrage de grammaire, voir Le Bon Usage.
Maurice Grevisse, né le 7 octobre 1895 à Rulles et mort le 4 juillet 1980 à La Louvière, est un grammairien belge francophone. Il est notamment connu pour son ouvrage de grammaire Le Bon Usage.
Le nom « Grevisse » ne prend pas d'accent, mais il est couramment prononcé [ɡʁe.vis].

## Biographie
Maurice Émile Grevisse est né le 7 octobre 1895 à Rulles. Il est le fils de Désiré Grevisse, maréchal-ferrant, et de son épouse, Marie Eugénie Michel, couturière. Cadet d'une famille de cinq enfants, il vient au monde alors que ses parents ont respectivement 38 et 32 ans,.

### Formation
Maurice Grevisse, dont la langue maternelle est le gaumais, une variante du dialecte lorrain, apprend le français à l'école primaire. Son instituteur, Jules Forêt, lui enseigne le calcul, la formation morale et religieuse et la langue française. Élève appliqué, Maurice Grevisse prend bientôt le goût de la bonne orthographe et des exercices de dictée que l'instituteur fait faire aux enfants.
À la fin de sa scolarité obligatoire en 1908, Maurice Grevisse est pressenti par tradition familiale pour reprendre la forge paternelle, mais il affirme sa volonté de devenir instituteur. Ses parents cèdent à ses supplications et l'inscrivent chez les Frères maristes à Arlon.
En 1910, il entre à l'école normale de Carlsbourg, où il reçoit son diplôme d'instituteur en 1915. Il s'inscrit ensuite à l'école normale de Malonne et devient régent littéraire. Il occupe ensuite un poste de professeur de français à l'École des Pupilles de l'armée de Marneffe. Durant cette période, il apprend seul le latin et le grec ancien. Tout en poursuivant sa carrière, il suit des cours de philologie classique à l'université de Liège. En 1925, il reçoit le titre de « docteur en philologie classique ».

### Le Bon Usage
Maurice Grevisse devient, en 1927, professeur à l'École royale des cadets à Namur. Instituteur, puis professeur, il se rend compte que les grammaires existantes ne répondent pas au besoin de son enseignement. Il reprend ses annotations en un nouveau concept qu'il intitule Le Bon Usage. 
De nombreux éditeurs de renom refusent son manuscrit. Maurice Grevisse se tourne vers Fernand Desonay, professeur à l'Université de Liège. Enthousiasmé par la qualité du texte, celui-ci va lui-même chercher un éditeur. Après de nombreux refus, il obtient en 1936 l'accord de la maison Duculot, un modeste éditeur de Gembloux qui publie la première version de sa grammaire sous le titre Le Bon Usage. Longue de 704 pages, celle-ci est tirée à 3 000 exemplaires.
L'ouvrage est réédité en 1939, puis en 1946. Le succès ne s'est jamais démenti, même pendant la Seconde Guerre mondiale. Le 8 février 1947, en première page du Figaro littéraire, André Gide cita Le Bon Usage comme la meilleure grammaire de langue française. Cet article contribua grandement au succès de l'ouvrage à l'étranger. 

### Mort et hommages
Maurice Grevisse meurt le 4 juillet 1980 à La Louvière après avoir confié les rênes du Bon Usage à son gendre, André Goosse. Il est inhumé au Cimetière de Verrewinkel à Uccle.
Hervé Bazin louera chez Maurice Grevisse sa « conception nouvelle du rôle de grammairien, préférant le fait à la règle ; une constante remise à jour ; une érudition jamais rêche, jamais sèche, une somme d’exemples, de citations anciennes ou modernes répondant à d’immenses lectures ; et surtout la modernité de l’analyse, jointe au sens de la mesure ». Le lexicographe Paul Robert émettra un autre avis superlatif en 1980 : Le Bon Usage est « la meilleure grammaire de la langue française ».

## Distinctions

### Honneurs
De 1967 à sa mort en 1980, il a siégé au Conseil international de la langue française.
L'Institut Jules Destrée, à la suite d'un vote émis par des personnalités politiques et académiques, l'a classé parmi les « Cent Wallons » du siècle.

### Prix
- Prix de la langue-française de l'Académie française en 1938, deux ans après la publication du Bon Usage.
- Prix De Keyn de l’Académie royale de Belgique en 1939
- Médaille d’or de l’Académie française en 1946.

### Décorations
- Chevalier de l'ordre de Léopold en 1947.
- Officier de l'ordre de Léopold II en 1955.
- Commandeur de l'ordre de la Couronne en 1971.
- Officier de la Légion d'honneur en 1971.
- Commandeur de l'ordre des Palmes académiques en 1967[9].

## Publications

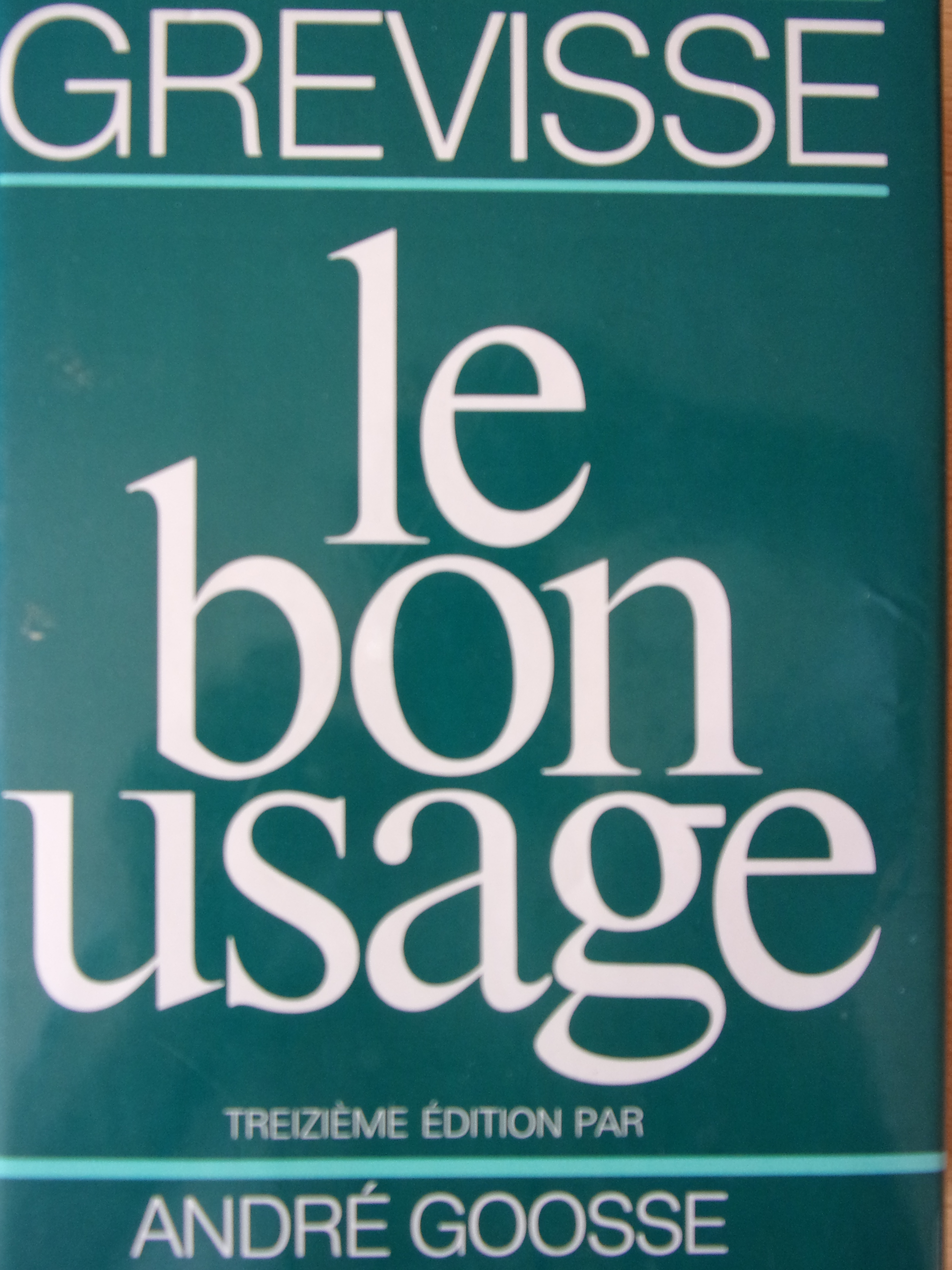
Couverture de la 13e édition du Bon Usage.

- Le Bon Usage : la première édition date de 1936. Onze éditions ont été publiées du vivant de Grevisse et sous sa signature. La 11e édition date de 1980. Après la mort de Grevisse, son gendre André Goosse a pris la relève et dirigé la publication des éditions suivantes : 12e en 1991, 13e en 1993  (ISBN 978-2-80111-045-4), 14e (édition largement refondue) en 2007  (ISBN 978-2-8011-1404-9), 15e en 2011  (ISBN 978-2-8011-6425-9) et 16e en 2016  (ISBN 978-2-8073-0069-9).
- Le petit Bon usage de la langue française, publié en 2018 et dirigé par Cédrick Fairon et Anne-Catherine Simon  (ISBN 978-2-8073-1696-6).

Outre le Bon Usage, Maurice Grevisse a publié plusieurs ouvrages scolaires ou utilitaires traitant de difficultés :
- Précis de grammaire française (1939) (aussi connu sous le titre Le petit Grevisse)
- Exercices sur la grammaire française (1942)
- Cours de dictées (1944)
- Le Français correct (1973)
- Savoir accorder le participe passé (1975)
- Quelle préposition ? (1977)
- La force de l'orthographe (1982)
- Nouvelle grammaire française (1982)

On mentionnera spécialement les Problèmes de langage (1961-1970) où il réunit les chroniques littéraires publiées dans le journal La Libre Belgique. Avec une plume alerte et ce grand souci d'exactitude concernant les faits de langue qu'on lui (re)connaît, Maurice Grevisse, libéré de l'expression guindée qui s'impose à tout rédacteur de grammaire de référence, ne manque pas, à l'occasion, de renvoyer les puristes à leurs chères études en conjuguant avec élégance humour, finesse et sérieux. De même, en 1961, s'affirmait-il déjà comme un partisan résolu de la féminisation des noms de métiers, quelque 40 ans avant que l'Académie française ne la combattît ardemment.
Maurice Grévisse relève dans son Bon usage que l'accord en genre au plus proche est utilisé par André Gide, Marcel Camus, Benoite Groult et Louky Bersianik et que cet accord ne peut donc pas être considéré comme incorrect.